# Homegrown 2002
Homegrown 2002 is een vezamelalbum met diverse Nederlandse artiesten en groepen die zich bezighouden met het maken van Hiphop en R&B. Het verzamelalbum is een initiatief van het Nationaal Pop Instituut en Top Notch. Op de CD staan nummers uit 2002 van zowel nieuw talent als gevestigde namen. Dit album maakte deel uit van het Unsigned project. De latere Homegrown CD's maken geen deel uit van dit project en worden uitgebracht door Top Notch en State Magazine.

## Track listing
1. C-mon & Kypski - Intro
2. Raymzter - Kaapwerk
3. Raymzter - Altijd Laat
4. Sonny D & Ganza - Dingo Skit
5. Sonny D - The Quest
6. Kemphanen - Weet je nog?
7. Kemphanen - Supersterren
8. Opgezwolle - Netwerk
9. Opgezwolle - Hersenspinsels
10. Pete Philly - Endurance
11. Pete Philly - Up's & Downs
12. Spacekees & Terilekst - De Overstroming
13. Spacekees, Terilekst & Kas- Rond De Tafel
14. Tuig Commissie - Invasie (Tuig Commissie)
15. Helderheid - Realiteit
16. Excellent - E.K.
17. Far I - Give It Up
18. Far I - Rhyme To Die
19. D-Men - Snor
20. D-Men - Flinterdunne Flensjes
21. C-mon & Kypski - Outro